# Siècle asiatique

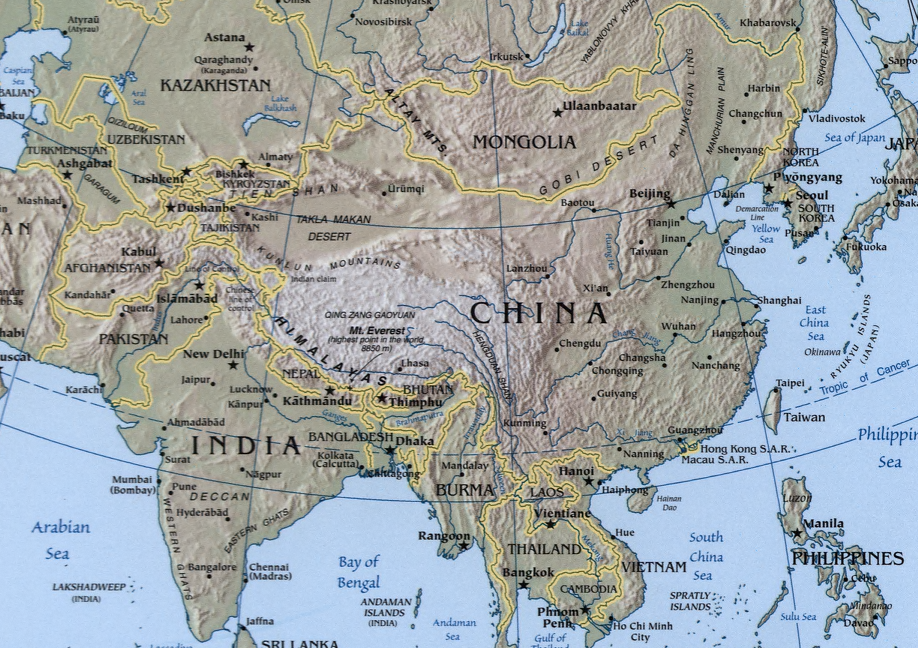
La Chine et l'Inde sont les deux pays les plus peuplés du monde et devraient connaître une croissance économique rapide.

Le terme siècle asiatique est utilisé pour décrire le fait que, si les tendances démographiques et économiques persistent, le XXIe siècle sera dominé par la politique et la culture asiatiques, de même que le XXe siècle est parfois désigné sous le nom de siècle américain. Les futures puissances désignées par ce terme sont alors principalement la Chine, le Japon et l'Inde.
Cette notion est apparue dans le milieu des années 1980 et a été utilisée durant une rencontre en 1988 entre le dirigeant chinois Deng Xiaoping et le premier ministre indien Rajiv Gandhi : « un XXIe siècle asiatique n’est possible que si l’Inde et la Chine se rassemblent » affirme alors le numéro un de la Chine. Auparavant, le terme avait été utilisé en 1985 lors d'auditions par le Comité des relations internationales du Sénat américain. Il a par la suite été réaffirmé par des dirigeants politiques asiatiques, et est désormais largement utilisé dans les médias.